# 袁世凱

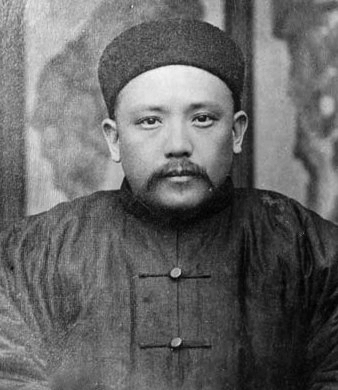
朝鮮で活躍していた頃の若き袁世凱

袁 世凱（えん せいがい、ユエン・シーカイ、拼音: Yuán Shìkǎi、1859年9月16日（咸豊9年8月20日） - 1916年6月6日）は、中国清末民初期の軍人・政治家。初代中華民国大総統。北洋軍閥の総帥。大清帝国第2代内閣総理大臣を務めたが、清朝崩壊後は第2代中華民国臨時大総統、初代中華民国大総統に就任。一時的に存在した中華帝国で使用された元号より洪憲帝と呼ばれることもある。
字は慰亭（いてい）、号は容庵（ようあん）。中華帝国時代は洪憲皇帝（こうけんこうてい）と自称した。

## 生涯

### 清朝陸軍の洋式化を担い台頭
生家は、官僚や軍人を多く輩出した地元でも指折りの名族であったため、袁世凱も若い頃から立身出世の強い願望を抱いていたという説があり、官僚を志して科挙に2度挑戦したが、どちらも試験に及第せず断念した。
科挙に合格できなかった袁世凱は軍人となることを志し、光緒7年（1881年）には李鴻章幕下の淮軍に身を投じて朝鮮に渡り、その後、任地で発生した壬午事変・甲申政変では閔妃の要請の下、鎮圧に貢献し、清を有利に導いた。
この事件で事実上の朝鮮公使として李鴻章の監督の下、朝鮮国王でさえ服従するような強大な権限を手に入れ、清国内では一介の武弁に過ぎなかった袁世凱の権勢を強化したのである。
だが強い権限を得た袁世凱指導下の漢城府のインフラや治安は悲惨な状態であったため、その指導力不足を見かねた清の指導の下、外交顧問に馬建常（元神戸・大阪領事）と、メレンドルフを迎え、朝鮮の政治・外交・経済は完全に清が掌握せざるを得なくなり、属国というより植民地という有り様であった。
袁世凱は朝鮮に政経両面ともに清の勢力を扶植して、対抗する日本勢力を排除しようと考え、特に経済的には一定の成果を挙げている。ところが光緒20年（1894年）、貧しさと圧政に喘いだ朝鮮民衆が甲午農民戦争（東学党の乱）を起こした。朝鮮は清に軍の派遣を要請し、日本も対抗して派兵した。これにより日清戦争が勃発する。
しかし日清戦争は清の大敗に終わり、李鴻章は責任を問われ失脚、敗北の中で袁は本当の意味で近代化した軍隊の必要性を痛感した。当時の清の軍隊は、軍備の資金は与えられても上官による横領が頻発し満足な装備を持たなかったり、装備は充実していても兵隊の規律がなっていなかった。袁世凱は戦後間もない光緒21年（1895年）10月には胡燏棻から引き継がれた陸軍（定武軍）の洋式化の職務に就き、近代兵器を伴った兵の訓練、厳しい規律などを実施し、大きな成果を挙げた。当時の欧米人や日本人も、袁世凱の軍隊を視察して高い評価を下している。当時の袁世凱の軍隊のことを新建陸軍と呼ぶ。袁世凱の要請で、公使館付武官の青木宣純が軍事顧問として新建陸軍を指導育成した。袁世凱は青木を「最も信頼できる日本人」と評していたという。
この軍事力こそが袁世凱の力の基礎となり、その後の北洋軍の屋台骨となった。人材面でも、段祺瑞・馮国璋・王士珍（その後北洋の三羽烏と呼ばれる）らはこの時期から袁世凱の幕下に入り、彼を支えることとなる。

### 変法と義和団の乱
光緒24年（1898年）の戊戌の変法の際には康有為・梁啓超ら変法派を当初支持した。軍の洋式化を推し進めていた袁世凱にとっても、変法派の主張は好ましく思えるものであった。彼自身、梁啓超の学習サークルである強学会に所属していたこともある。しかし変法派の形勢が思わしくないと見た袁世凱は、譚嗣同に持ちかけられていた変法派によるクーデター計画を西太后の側近の栄禄に密告し、その功績によって変法派が戊戌の政変で打ち倒された後も、西太后の信頼を得て光緒25年（1899年）には山東巡撫に任ぜられた。
義和団の乱では袁世凱は自らの治下での反乱を逸早く鎮圧し、新建陸軍の強さを証明した。西太后を戴く朝廷は各省の指導者に義和団と結んで欧米列国軍を攻撃する命令を下すが、袁世凱は両広総督李鴻章・両江総督劉坤一・湖広総督張之洞らと協調し、諸外国と東南互保の盟約を結び、朝廷の命令には従わず領土と軍隊を保全した。結局義和団の乱は列国軍によって鎮圧され、西太后に動員された北京周辺の清軍はほとんど壊滅し、袁世凱の力は相対的に強まることとなった。
光緒27年（1901年）、李鴻章は没するに当たって袁世凱に北洋通商大臣兼直隷総督を引き継ぎ、北洋軍が誕生する。従来の新建陸軍事務に加え、直隷総督と北洋大臣を得たことで政治的な立場も上がった。その後、栄禄ら有力者が没していく中で権勢を強めた。
日露戦争時、清は表面上は厳正中立であったが、袁世凱は諜報や馬賊隊編成などで日本に協力し、諜報将校を日本軍の特別任務班に派遣した。これは、開戦に先立つ光緒29年（1903年）11月中旬、袁世凱は青木宣純と天津で会見して、「情報は入り次第日本側に渡す。馬賊の使用に関しては、その蜂起を直隷省以外で行うのなら支障ないので、秘密裏に援助しよう」と返答していたことによる。これに基づき、袁世凱は選りぬきの将校らを満洲・蒙古の奥深く、露清国境付近まで潜入させた。

### 「ストロング・マン」袁世凱

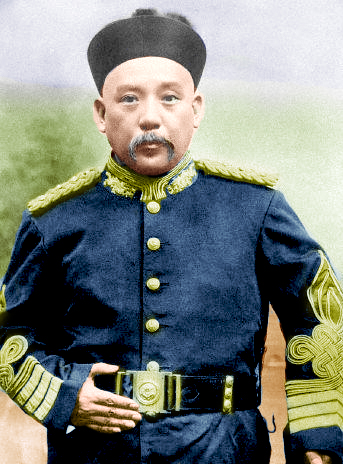
袁世凱（1912年頃）。“Strong Man”の異名をとったが、かなり小柄であった

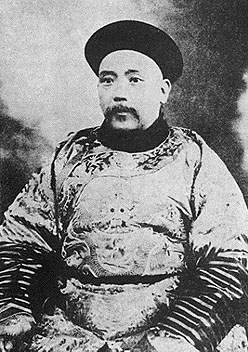
袁世凱（清国内閣総理大臣時代）

この時期から袁世凱は政治家としても活躍し、いわゆる光緒新政の中心的人物となった。彼の採った政策とは、国債などによって諸外国から金を借り、その資金によって陸軍の洋式化、教育機関の拡充、鉄道、銀行などのインフラ整備を行っていくというものであった。この方式は辛亥革命後に彼が大総統になった後も変化がなく、日独露英仏の列強五カ国から借りた。資金を借りることで列強に侵略されるリスクについては、各国に平均して頼ることで回避が可能であると考えていた。日露戦争後に日本が東三省において独占的な権益の確保を企てるが、彼はアメリカを同地に介入させることで、日本の侵食を阻止しようとしている。
1907年には軍機大臣・外務部尚書となった。この時期、辰丸事件を機に中国南部沿岸で日貨排斥運動を煽るなど、日本の影響力を削ぐ活動も行った。

### 清朝崩壊

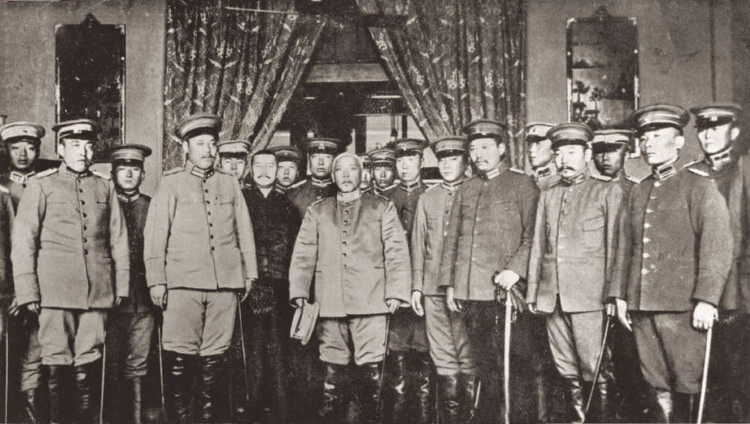
1912年3月10日、宣統帝の退位とともに袁世凱は中華民国臨時大総統に就任した

光緒34年（1908年）に光緒帝が崩御、その翌日に西太后も病没して宣統帝が即位、宣統帝の父の醇親王載灃が摂政王として政権を担当すると袁世凱の政界での状況は一変する。醇親王は戊戌変法で兄光緒帝を裏切った袁世凱を憎んでおり、宣統元年（1909年）の年初に袁世凱を失脚させた。さらに袁世凱を殺害する計画もあったが、内部情報を得てかろうじて北京を逃れた。全ての職を失った袁世凱は、河南省彰徳府近くに居を構え、失意の日々を過ごすこととなる。しかし、一方で彼の部下は多く政権に残っており、また彰徳は交通の要衝でもあるため、情報はふんだんに入手していたらしい。
宣統3年（1911年）10月、辛亥革命が勃発。華中・華南では革命派優位で情勢が推移した。朝廷内の満洲貴族らも袁世凱のほかにこれを鎮圧できる人物はいないと判断し、清朝の第2代内閣総理大臣、湖広総督に任命するとともに、反乱軍の鎮圧を命じた。袁世凱は部下の段祺瑞・馮国璋らを鎮圧に向かわせつつも自らは動かず、一方で革命派と極秘に連絡を交わした。そして自らの臨時大総統就任の言質を取るや革命派に寝返り、朝廷の要人に政権の交代を促した。こうして宣統4年（1912年）2月12日、宣統帝の上諭が発布されて清国最後の皇帝が退位、清朝は滅亡した。同年3月10日、議場での満場一致により、袁世凱が中華民国臨時政府の臨時大総統に就任した。

### 中華民国大総統就任

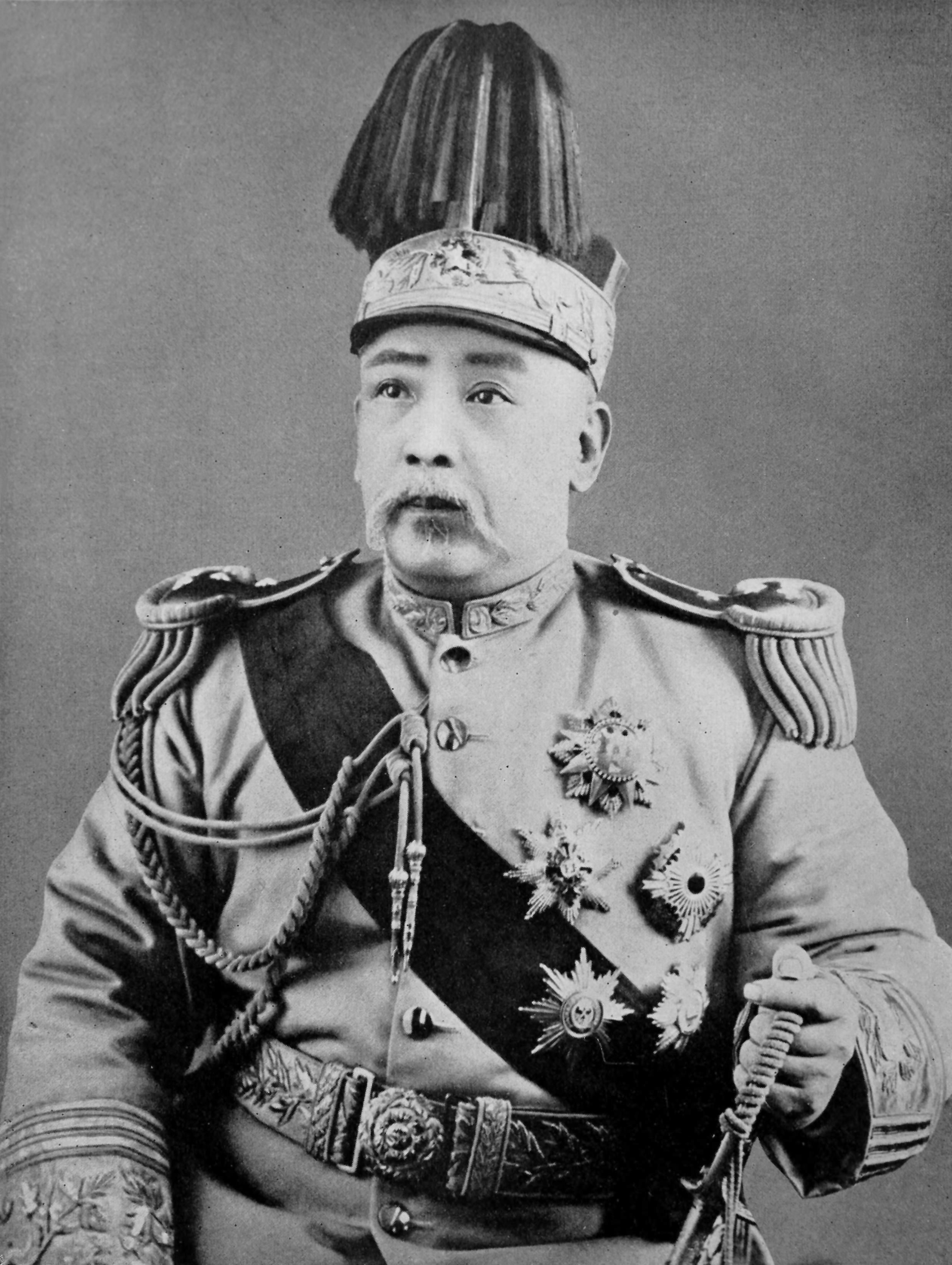
北洋政府大总统1913年~1915時代の袁世凱

袁世凱の政治に対する考えは一貫しており、中央の元首が強権を振るうことで初めて麻のように乱れた中国はまとまり得るというものであった。こうした発想は当時の対中国観の主流であり、孫文などもそう考えていた。しかし、これに対して当時国民党の実質的指導者である宋教仁は、最高権力者の権限を制限し、議院内閣制を行うことが必要であると主張した。当時としては斬新なこの考えは多くの国民の心を捉え、国民党は1912年（民国元年）12月の選挙で圧勝した。袁世凱は大きな影響力を持ちつつある宋教仁を警戒し、懐柔策をしばらくとり続けたが、ついに1913年3月、宋教仁を暗殺した。その後も大総統の権限を強化したり、任期を長くするなど自らの強権に努めた。
この後、多くの国から借款を行い、近代化資金を確保し、インフラ整備を行った。この借款にたいして南方各省から反発の声があがり反乱となったが、袁世凱は得意の軍事力をもってこれを撃退した。反乱軍を指揮していた李烈鈞・孫文・黄興らは日本に亡命した（1913年9月、第二革命）。同年10月には正式に大総統に就任して臨時政府は北京政府へと移行した。さらに国民党の解散命令を出したうえで、国会内の国民党議員を全員解職した。
1914年（民国3年）5月には、大総統の権限を強化した中華民国約法（民国三年約法）を公布。同年7月に第一次世界大戦が勃発すると、中立をいちはやく宣言して、日独英へ山東半島に設定した交戦区域を通告した。しかし、ドイツは膠済鉄道を物資補給に利用し、日英同盟を理由として交戦に踏み切った日本がこの鉄道を占領するなど、交戦区域外へ影響が及んだ。戦時国際法上の管理下とした日本に対して、袁世凱はドイツ租借地等の権益は中華民国政府が管理すべきとして対立、袁世凱は日本にドイツ利権の返還を求めるが、受け入れられなかった。
1915年（民国4年）1月18日、日本から対支21ヶ条要求の権益・法益保護問題の交渉を求められた。この日本政府との直接交渉に応じた袁世凱は、一部情報を諸外国にリークして国際世論に訴えたり、交渉において遷延策を講じるなどの策で交渉阻止を図った。しかし、同年5月9日、袁世凱が承認して対支21ヶ条要求の受諾に至る。受諾後も袁世凱は諦めず、6月22日公布の懲弁国賊条例（教令第115号）によって、外国人と借家等を含む商工上の契約を行い、自国の利益を優先させない者に対して銃殺刑に処すと定め、外国人に対する差別的な扱いを法令化して、対支21ヶ条受諾の効力を空文化させたとされる。

### 短期間の帝政復活と病死

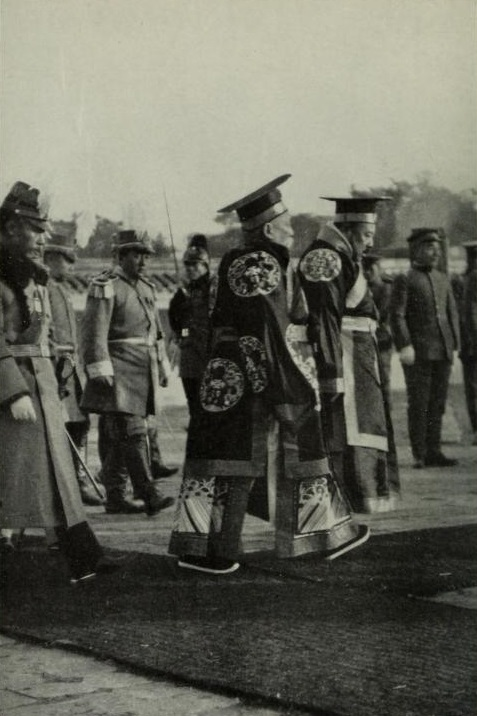
告天礼における洪憲皇帝

こうした不安定な状況の中、1915年に袁世凱は側近の楊度に皇帝即位運動をさせ、帝政を復活させた。1916年より年号を洪憲と定め、国号を「中華帝国」に改めた。こうした袁世凱の行動は、自らの野望を果たすためという面もあった一方で、四分五裂した中華を束ねるためには、強力な立憲君主制が必要との考えであったという見方もある。
しかし、結果はまったく予想と反するものだった。北京では学生らが批判のデモを行い、地方の軍閥はこれを口実に次々と反旗を翻した。彼の足元の北洋軍閥の諸将までもが公然と反発し、袁世凱を批判した。さらには当初傍観していた日本政府が、即位への受けの悪さを見て取るや、厳しく非難を始めた。結局、洪憲元年（1916年）3月にしぶしぶ帝政を廃止。しかし一度失墜した権威は戻らず、同年6月に失意のうちに病死した。56歳没。死因は尿毒症と伝えられる。
袁世凱の死後、彼の部下であった馮国璋・徐世昌・段祺瑞などが相次いで政権につきいわゆる北京政府として対外的に中華民国の正式政府として存続したが、いずれも大陸全体をまとめる力を持ちえず、各地方を根拠とする軍閥割拠の時代に突入した。蔣介石の北伐が終了するまでの10年余り、この状況が続くこととなる。

## 人物
清朝末期の軍人として陸軍の近代化を進める役割を担いつつ台頭し、彼自身が作り上げた軍事力を背景に政治的にも大きな権力を振るい、欧米諸国では彼のことを「ストロング・マン」と呼んだ。その後一時失脚するが、辛亥革命の混乱の中で朝廷と孫文ら革命派との間で巧みに遊泳し、中華民国大総統となり、革命派を弾圧するとともに、インフラ整備や軍備の充実などの面から国家の近代化に当たった。さらに一時帝政に復活したが、内外の反発を買って帝政を廃止し、失意のうちに没した。
一妻九妾との間に17男14女をもうけた。長男の袁克定は、吉野作造が家庭教師を務めた。父を補佐し、辛亥革命や、父の皇帝即位などにおいて数々の策謀を巡らせるも、父亡き後は隠居してその生活は困窮を極め、中華人民共和国建国後に章士釗の中央文史館で職を得た。次男の袁克文は朝鮮の望族安東金氏を母に持ち、崑曲家として著名な人物であるが、皇帝即位への反対で父の怒りを買って追われ青幇の一員となった。その袁克文の子が物理学者として名をはせた袁家騮である。
また、大叔父の袁甲三は道光帝時代の進士で、その子が戸部侍郎・刑部侍郎を勤めた袁保恒（袁世凱の従父）である。

## 評価
83日しか持たなかった皇帝への夢とその死は、漢方薬にもじり「起病六君子、送命二陳湯」（対聯）と風刺された。部将であった各地の軍閥の強烈な反対も含み、これほどまでに沸騰した世論を見誤ったのは、大まかにいえば皇太子の座を欲した長男と組んだ楊度らに騙されたといってよい。
岡本隆司はその著書において、袁世凱は社交は巧みであり、自分の小さい課題については処理できるが、中国中央として扱うのはふさわしくないと述べている。彼の息子の家庭教師であった吉野作造は、彼は愛嬌滴るばかりであったが、事後にその虚偽を喝破した。袁世凱を孫文と共に罵った北一輝の証言は当たっている。地方官としては冷徹・果断にみえたが、元首としては醜悪さ、生臭さに転じる。
現在でも中華民国および中華人民共和国で、袁世凱は悪役であり時に漢奸とまでいわれている。中国国民党と中国共産党の双方が称揚する孫文らを弾圧したこと、日本の対華21カ条要求に屈したこと、そして時代に逆行して皇帝に即位したことは、革命で打ち立てられた共和制中国を乱したとして厳しく批判されている。
対華21カ条要求を受け入れることを決めた5月9日は、現代の中華民国（台湾）では『五九国恥日』といわれ、愛国派の活動する日となっている。現代の中華人民共和国では自らの任期制限撤廃に動く習近平党総書記・国家主席を袁世凱に擬える動きがインターネットで起きた際、これを否定的に捉えた当局によって「洪憲」とともに「袁世凱」という言葉自体が、中国のネット検閲で規制対象になっている。
しかし近年、そうした否定的な評価は孫文と革命派を善玉と位置づける単純な歴史観として修正されつつある。新建陸軍の設立や科挙の廃止と学校制度の整備といった近代化政策を推進した役割のほかに、独裁的な政治手法の必要性は孫文などにも共有されていたこと、権謀術数を駆使したと同時に、一つの理念や主義に囚われない現実政治家としての側面を持っていたことなどについて、公平な評価が求められるようになっている（公共知識分子を参照）。

## 参考書籍
- J.チェン『袁世凱と近代中国』（守川正道訳、岩波書店、1980年）

なお、このなかに所収の竹内実の論文「大正期における中国像と袁世凱評価」が、明治末からの大正にかけてのリアルタイムな日本人の袁世凱観をわかりやすくまとめている
- アーネスト・P・ヤング『袁世凱総統 ― 「開発独裁」の先駆』（藤岡喜久男、光風社、1994年）
- 岡本隆司『袁世凱　-現代中国の出発』岩波新書、岩波書店、 2015年、ISBN 978-4-00-431531-5

袁世凱についての書籍で、日本語で流布しているものはあまり多くない。しかし、資料としての自身の上奏文・電信文の類は非常に多く残っており、中華民国を中心に出版されている。
- (英語) Stefan Huebner, Pan-Asian Sports and the Emergence of Modern Asia, 1913-1974. Singapore: NUS Press, 2016, 17-54ページ所収。978-981-4722-03-2。